# Wackenbrunn
Wackenbrunn, im Mittelalter als Wackenburn (1246) oder Wackenbron (1432), ist eine abgegangene Siedlung einige Hundert Meter südlich der Burg Breuberg und des ehemaligen Burgstädtchens Nuwenstat auf dem Gebiet der heutigen Stadt Breuberg im Mümlingtal im Odenwald.

## Geschichte
Vom Siedlungsnamen  und den Besitzrechten her wird vermutet, dass es keine frühe Siedlung war, sondern erst mit der Herausbildung Fuldischer Oberhoheit nach 766 entstand, denn das Land war im Besitz der Herren von Breuberg, fuldische Vögte, die den Ort als Lehen vergeben hatten. Die Breuberger selbst waren erst um 1200 mit Erbauung der Burg Breuberg von Lützelbach her gekommen.
In Wackenbrunn war ein altbreubergisches Vasallengeschlecht ansässig. Belegt ist die Existenz der drei Brüder Arnold, Hertwig und Albert, genannt „Wackenburne“, die 1246 auf den ihnen im gleichnamigen Dörfchen von der Herrschaft Breuberg zu Lehen gegebenen Zehnten zugunsten des Nonnen-Klosters Höchst verzichteten. Der Heimatforscher Wolfgang Hartmann weist den Niederadligen hier einen kleinen Adelssitz zu und vermutet, dass der Ort zumindest ein kleiner Weiler gewesen sein muss, da er auch als villa bezeichnet wurde.
In einem Weistum von 1432 wird deutlich, dass die Einöde 1378 zur Besiedlung der neuen Stadt unter der Burg Breuberg aufgegeben wurde. Zu dieser Zeit existierte der Ort wohl nur noch als einzelner Hof. 1433 ist wohl die letzte Nennung des Ortes zu verzeichnen, jetzt werden nur noch zwei Scheunen zu Wackenbronn an der Fuchs Hecken verzeichnet, einem noch heute bekannten Flurnamen, der Fuchshecke.

## Namensherkunft
Ursprünglich wurde der Name auf einen Franken Wacko zurückgeführt, der im Odenwaldraum im 8. Jahrhundert einigen Besitz hatte und über Schenkungen an das Kloster Lorsch, verzeichnet im Lorscher Codex, urkundlich ist. Wolfgang Hartmann führt den Ortsnamen jedoch treffender auf die Lage an einem Odenwaldtalausläufer südlich des Breubergs, der durch großflächige Wacken aus Granit, die hier deutlich zwischen dem Odenwälder Sandstein zu Tage treten und einem namensgleichen Quellbrunnen zurück. Der alte Flurname Acker am Wackenborn ist ein zusätzliches Indiz. Durch Verschleifung wurde der heutige Flurname Backenbrunn herausgebildet.

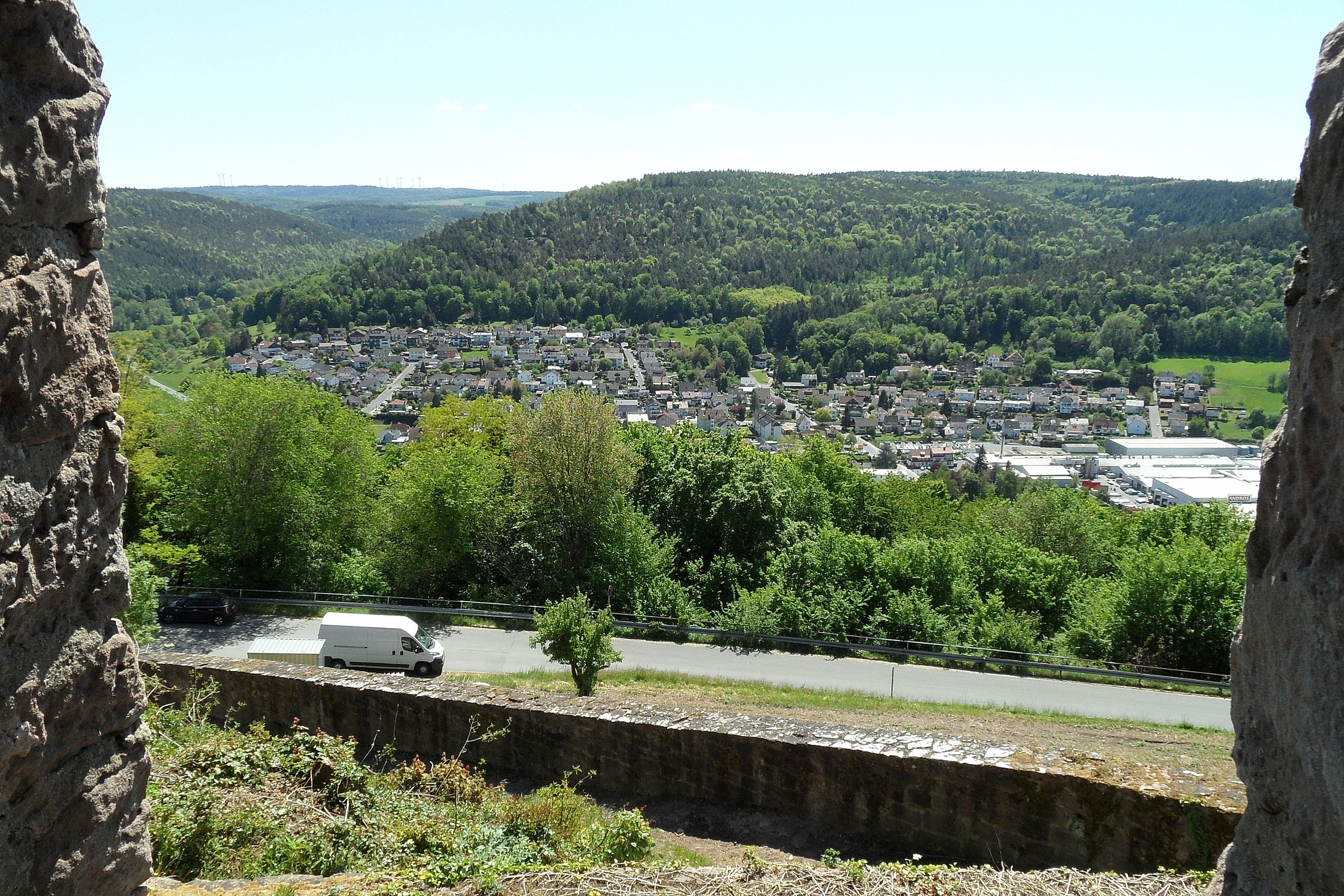
Blick von der Burg Breuberg über Neustadt nach Süden. Ganz rechts die Wiesen sind die Fluren Fuchshecke und Backenbrunn
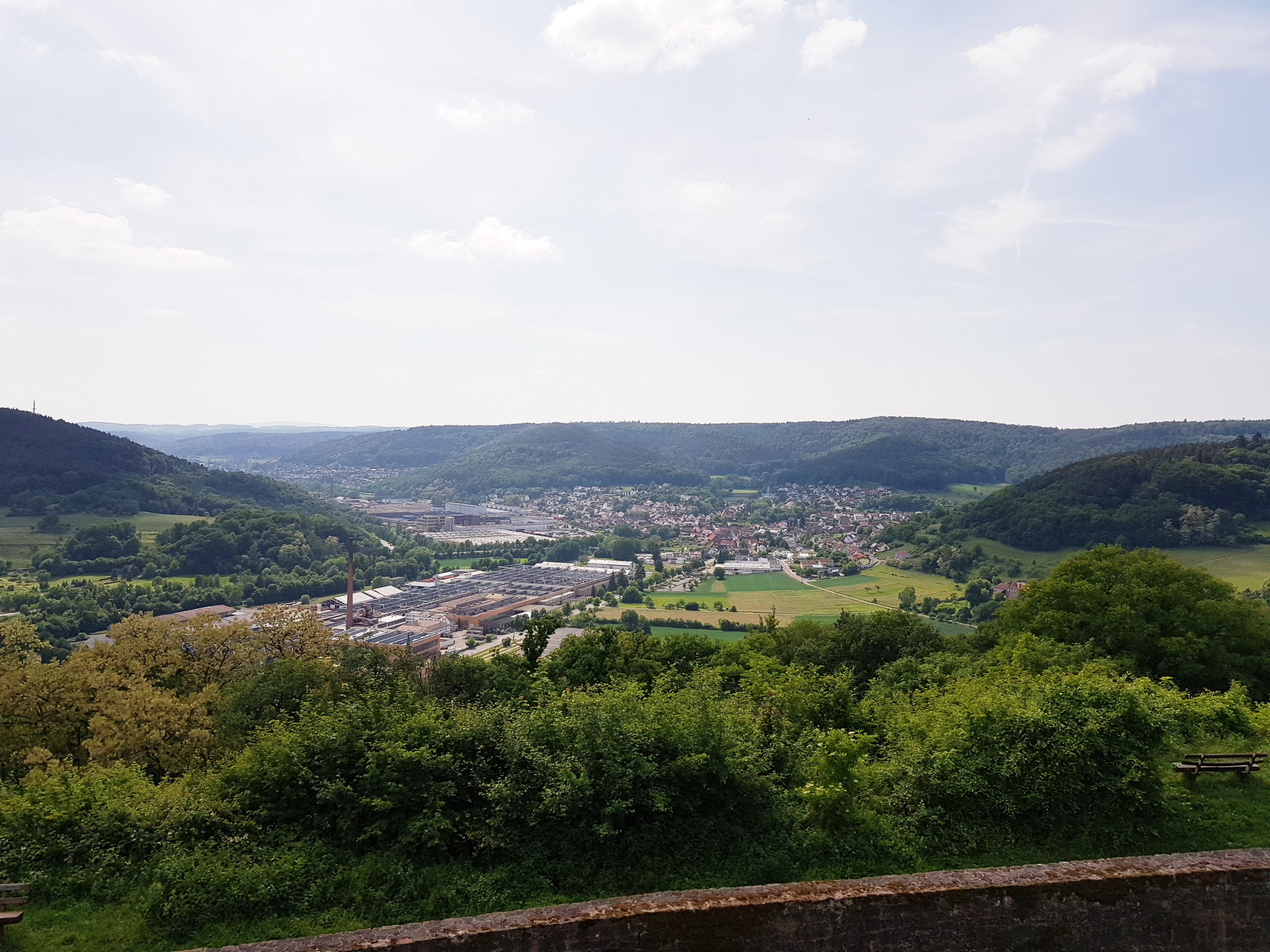
Blick von der Burg nach Westen Richtung Sandbach. Ganz links die Talöffnung, wo der ausgegangene Ort noch etwa 100 m an der anderen Talseite lag